# Осгуд, Уилфрид Хадсон
Уилфрид Хадсон Осгуд (англ. Wilfred Hudson Osgood; 8 декабря 1875 — 20 июня 1947) — американский зоолог.

## Биография
Осгуд был сыном часовщика. В 1899 году он получил степень бакалавра по биологии в Стэнфордском университете. С 1897 по 1909 годы он работал биологом в Министерстве сельского хозяйства США, где на него оказал большое влияние тогдашний руководитель бюро биологических исследований Клинтон Харт Меррием (1855—1942). С 1899 по 1909 годы Осгуд проводил исследования на Аляске. С 1909 по 1921 годы он работал куратором отдела птиц и млекопитающих в Музее естественной истории им. Филда в Чикаго. В 1921 году он сменил на должности заведующего зоологическим отделом Чарльз Барни Кори, оставаясь руководителем вплоть до выхода на пенсию в 1940 году.
Осгуд проводил биологические исследования и обследования многих районов Северной и Южной Америки, Эфиопии и Индокитая. Вместе с Луи Агассисом Фуертесом (1874—1927) он объездил с 1926 по 1927 годы Абиссинию, а в 1936 году он сопровождал шведскую экспедицию к Магелланову проливу. В 1906, 1910 и 1930 годах он посетил многие европейские музеи, чтобы изучить их собрания.
Осгуд был членом Американской ассоциации содействия развитию науки и Американского общества орнитологов. Он основал и стал первым президентом Cooper Ornithology Club в Калифорнии. Наряду с этим с 1900 по 1909 год он был секретарём Биологического общества Вашингтона, член-корреспондентом Лондонского зоологического общества и Британского союза орнитологов. С 1924 по 1926 год он был президентом Американского общества териологов.

## Публикации
- Revision of Pocket Mice (1900),
- Revision of Genus of Mice Peromyscus (1909),
- Alaska Biological Invertigations and Yukon (1909),
- Fur Seals of Pribilof Islands (1915),
- The Mammals of Asiatic Expeditions (1932),
- Artist and Naturalist in Ethiopia (1936) (вместе с Фуертесом),
- The Mammals of Chile (1943),

а также примерно 180 научных статей по систематике, анатомии и поведению птиц и млекопитающих.

## Эпонимы
В честь Осгуда получили своё научное название следующие виды животных: чёрный тинаму (Tinamus osgoodi), вьетнамская крыса Осгуда (Rattus osgoodi), опоссум Осгуда (Monodelphis osgoodi), абиссинская жаба (Altiphrynoides osgoodi), подковонос Осгуда (Rhinolophus osgoodi), мичоаканский хомячок (Osgoodomys banderanus) и листоухий хомячок Осгуда (Phyllotis osgoodi).